# Sumeth Saenbut
Sumeth Saenbut (thailändisch สุเมธ แสนบุตร; * 5. Oktober 2001 in Khon Kaen), auch als Oat bekannt, ist ein thailändischer Fußballspieler.

## Karriere
Sumeth Saenbut erlernte das Fußballspielen in der Jugendmannschaft vom BG Pathum United FC in Pathum Thani. 2020 schloss er sich dem Erstligaabsteiger Chiangmai FC an. Der Verein aus Chiangmai spielte in der zweiten thailändischen Liga, der Thai League 2. Sein Zweitligadebüt gab er am 27. September 2020 im Heimspiel gegen den Chainat Hornbill FC. Hier wurde er in der 34. Minute für Apisit Sorada eingewechselt. Nach insgesamt 26 Zweitligaspielen wechselte er nach der Hinrunde 2022/23 im Januar 2023 auf Leihbasis zum Drittligisten Sakon Nakhon FC. Der Verein aus Sakon Nakhon spielt in der North/Eastern Region der Liga. Für den Verein bestritt er neun Drittligaspiele. Zu Beginn der Saison 2023/24 wechselte er im Juli 2023 ebenfalls auf Leihbasis zum Zweitligisten Phrae United FC. Für den Verein aus Phrae bestritt er zwanzig Ligaspiele. Nach der Ausleihe kehrte er nach Chiangmai zurück. Hier wurde sein Vertrag jedoch nicht verlängert. Im August 2024 verpflichtete ihn der Drittligist Raj-Pracha FC. Mit dem Verein aus der Hauptstadt Bangkok spielt er in der Western Region der Liga.